# Homole cukru

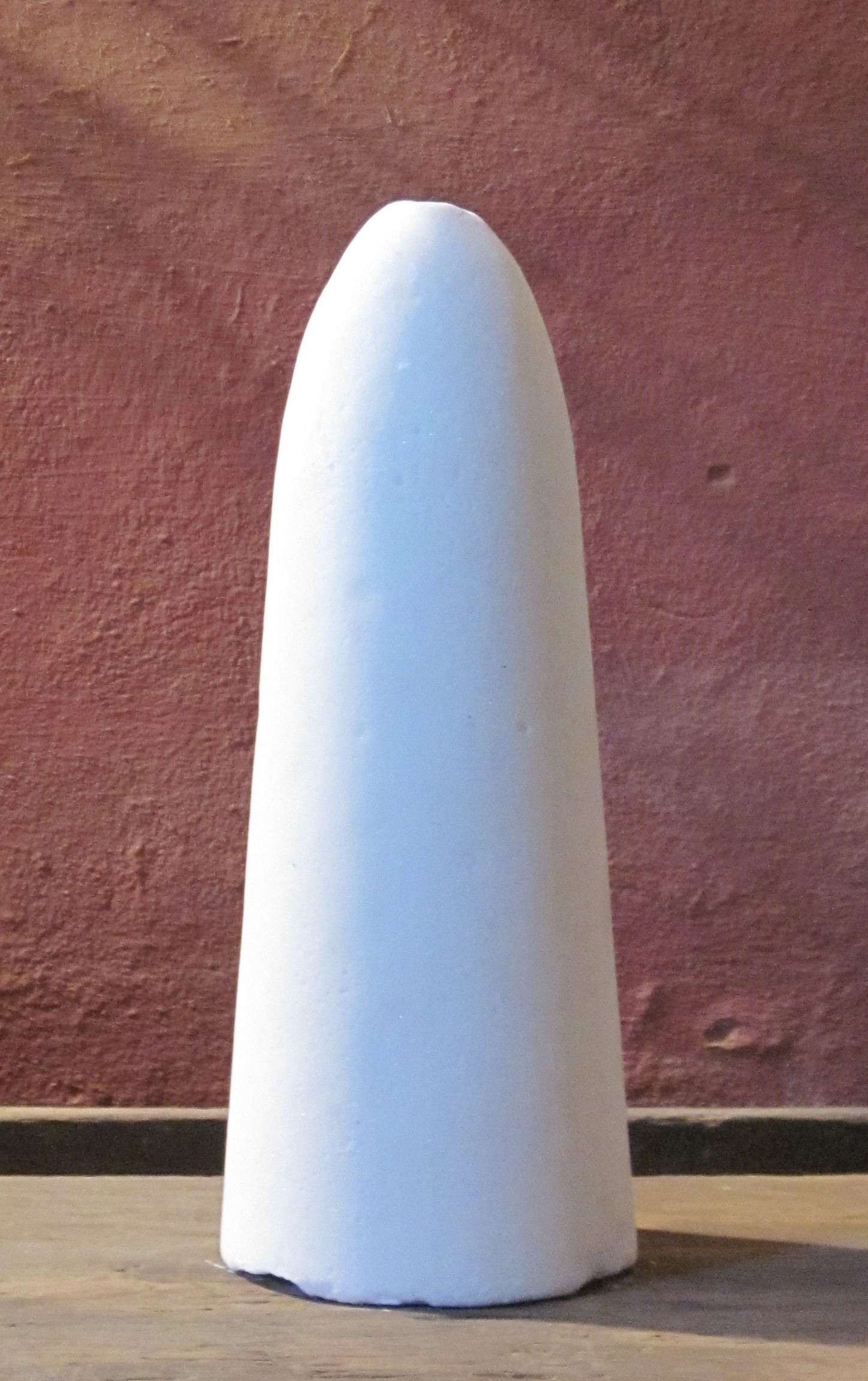
Homole cukru

Homole cukru bylo tradiční balení cukru. Běžně byla vyráběna a prodávána do konce 19. století (místy i na začátku 20. století), kdy ji nahradil krystalický a kostkový cukr. Měla tvar komolého rotačního kuželu. Její výška byla kolem 30 cm.
Jako první údajně vyráběli třtinový cukr ve tvaru homolí Peršané, kteří ve 4. století rozvinuli techniku rafinace cukru.